# Kyle Davidson
Kyle Davidson (* 1. Juli 1988 in Ottawa, Ontario) ist ein kanadischer Eishockeyfunktionär. Seit Oktober 2021 ist er als General Manager der Chicago Blackhawks aus der National Hockey League (NHL) tätig.

## Karriere
Kyle Davidson studierte Sportmanagement an der Laurentian University und arbeitete bereits währenddessen in kleinerer Rolle für die Ottawa Senators. Nach seinem Abschluss im Jahre 2010 absolvierte er ein Praktikum bei den Rockford IceHogs in der American Hockey League (AHL), bevor er im November 2010 von deren Kooperationspartner fest angestellt wurde, den Chicago Blackhawks aus der National Hockey League (NHL). Bei den Blackhawks war er in den folgenden Jahren in diversen Funktionen des Managements tätig, wobei er mit dem Team in den Playoffs 2013 und 2015 den Stanley Cup gewann.
2017 ernannte man ihn zum Senior Manager of Hockey Operations, bevor er ab 2018 direkt als Assistent von Stan Bowman fungierte, Chicagos General Manager. Als Bowman im Rahmen des Skandals um den sexuellen Missbrauch von Kyle Beach im Oktober 2021 zurücktrat, übernahm Davidson dessen Position, vorerst interimsweise. Im März 2022 wurde er dann offiziell zum zehnten General Manager der Blackhawks ernannt. Mit 33 Jahren wurde er damit zum jüngsten „GM“ der Franchise-Geschichte sowie zum zu diesem Zeitpunkt jüngsten General Manager aller 32 NHL-Teams.